# Gastronomía de la provincia de Álava

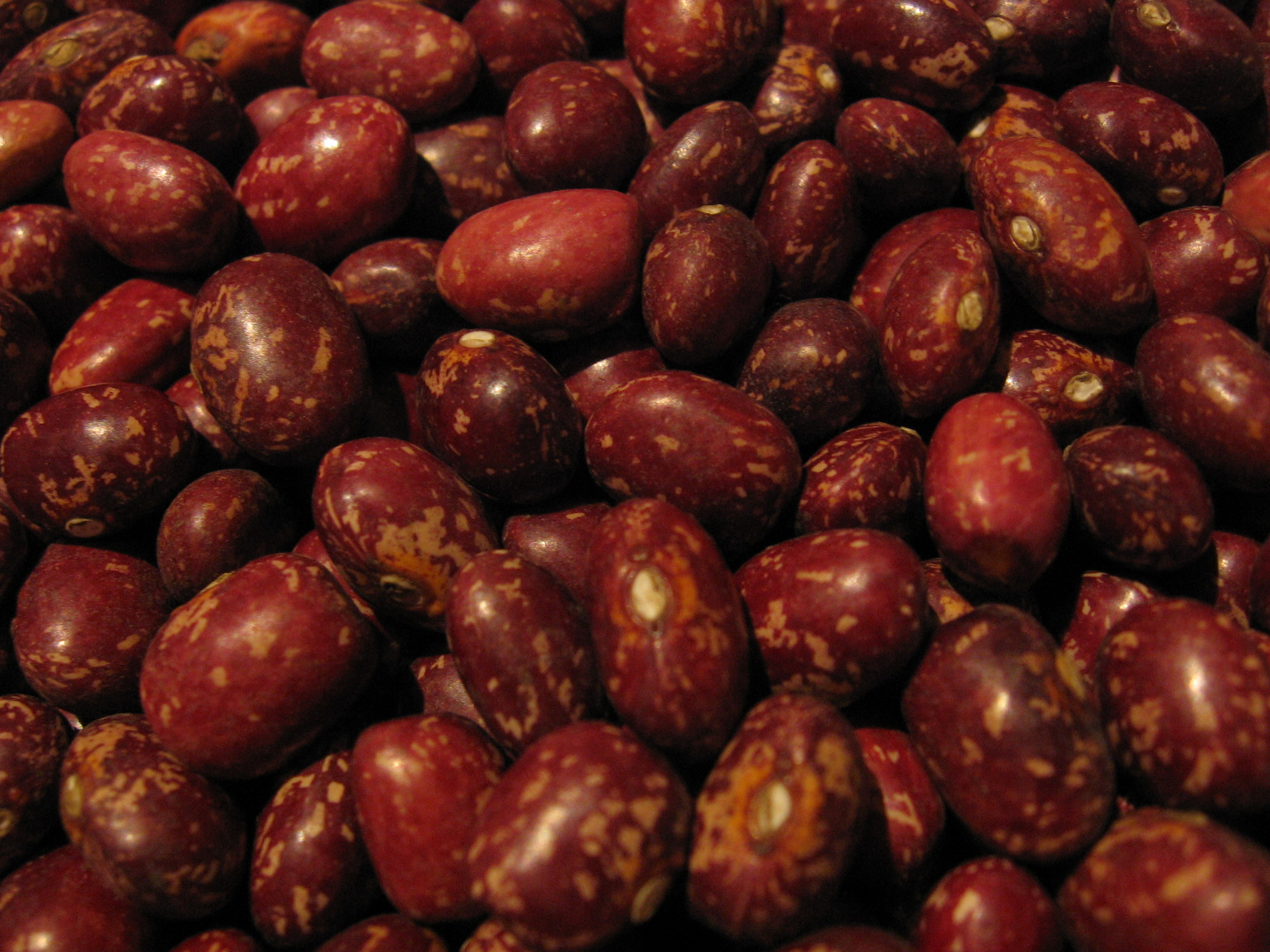
La judía pinta alavesa, que participa como ingrediente en diversos platos.

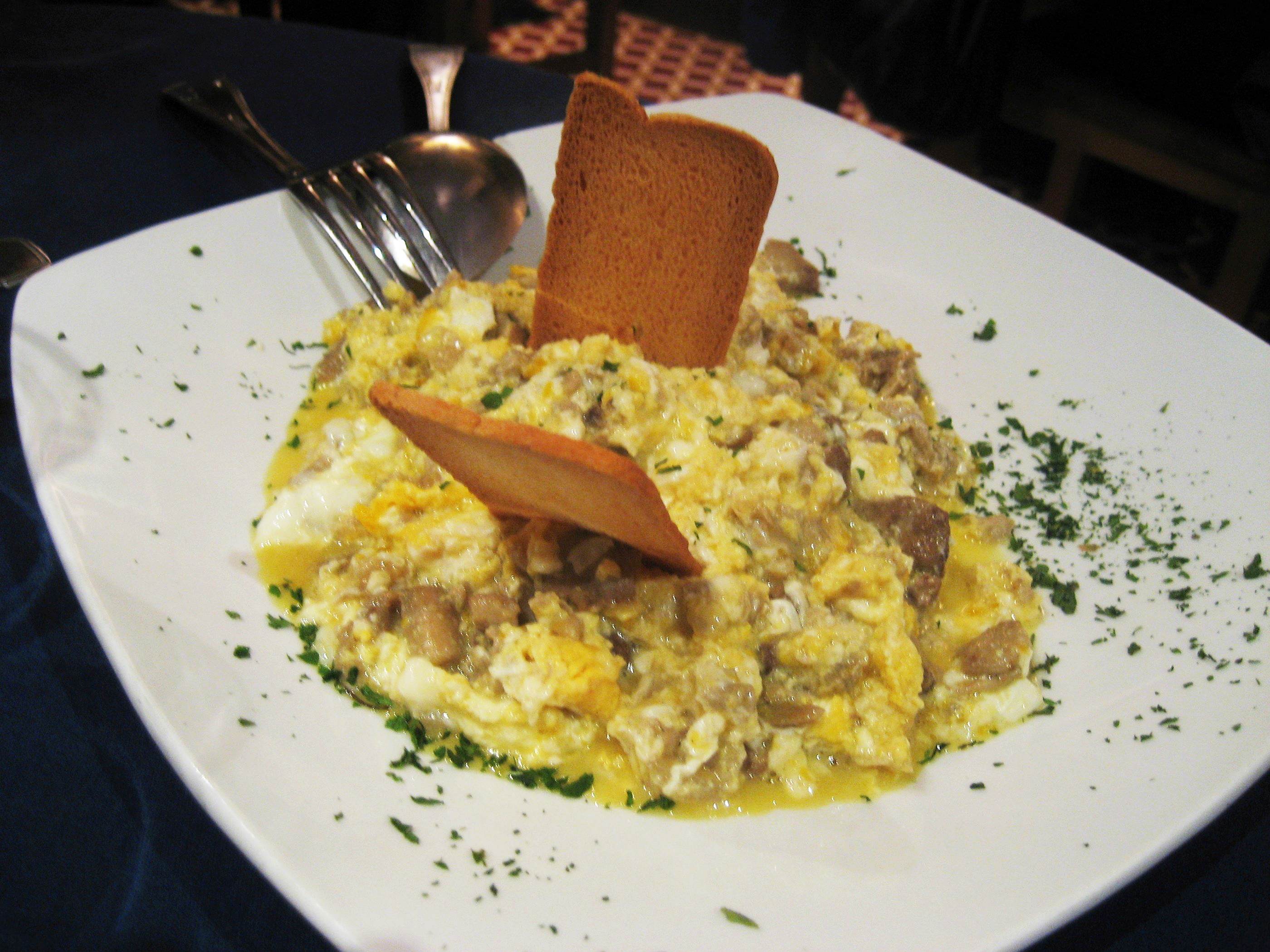
Revuelto de perrechicos.

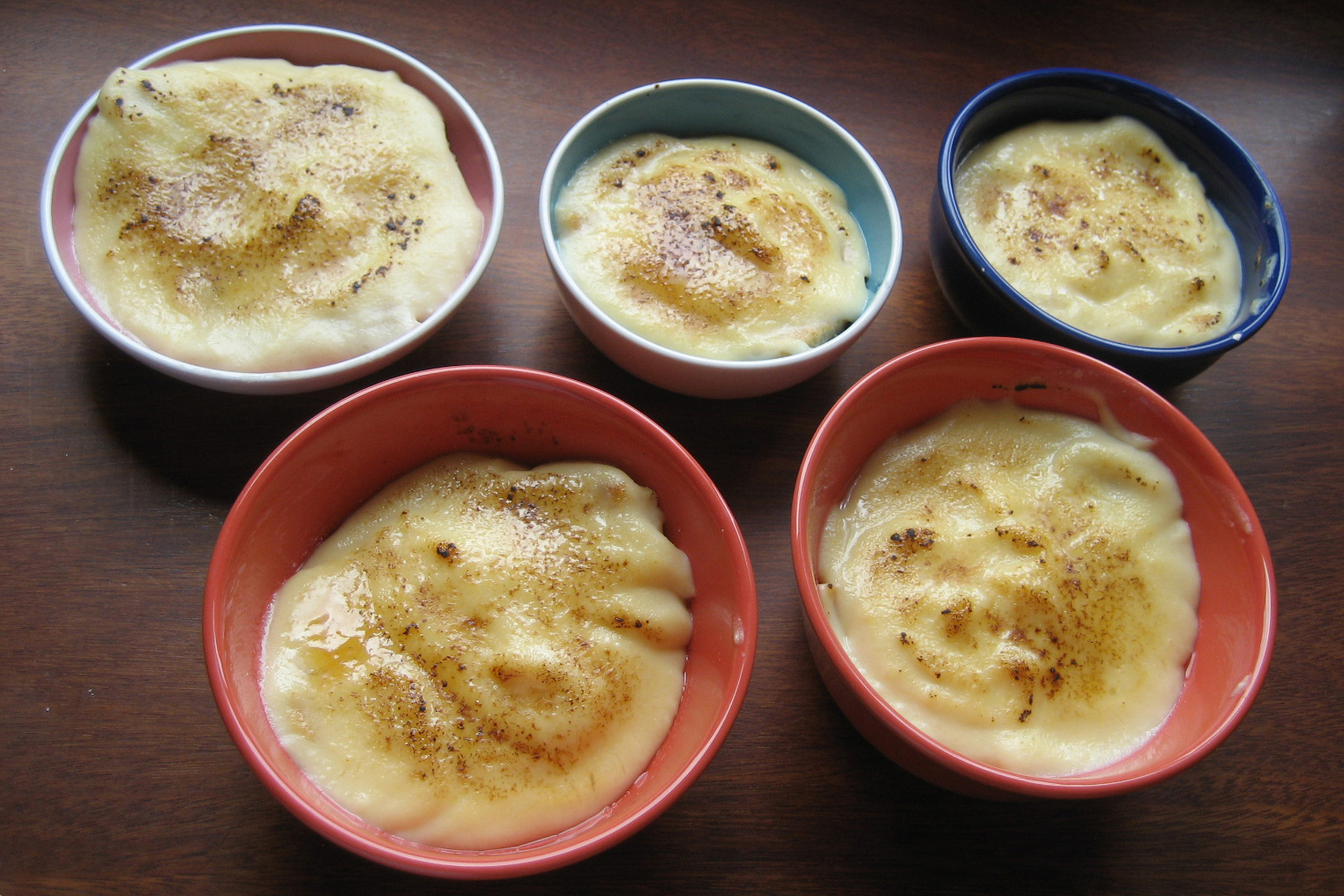
Goxua.

La Gastronomía de la provincia de Álava es el conjunto de platos, preparaciones y costumbres culinarias de la provincia de Álava (País Vasco). Al ser de interior y no poseer costa, posee platos de identidad propia como el cocido alavés (denominado también cocido vitoriano) en el que participan diversas carnes y legumbres.

## Ingredientes
Son famosos las preparaciones con caracoles, así como los productos lácteos como pueden ser los quesos, la cuajada. Muchas de las preparaciones culinarias se pueden disfrutar en diversos Pintxos (Tapas)

### Carnes
La carne de cerdo es muy popular en la provincia, suele prepararse de diversas formas y es conocida en numerosos platos. Entre los platos de cerdo se encuentran las patatas con chorizo, las truchas con jamón. Entre el cordero se encuentran las chuletitas de cordero al sarmiento. Los platos de pescado son importantes besugo en escabeche.

### fritos
Los fritos se prepara con  gambas en gabardina calamar o raba y croquetas

### Hortalizas y frutas
Existen unas habas con denominación propia: habas de Vitoria, de la misma forma son muy populares los perretxikos (una especie de seta) que se toma en un revuelto de perrechicos. 

## Vinos
Existe el Txakoli de Álava procedente de la zona vinícola con Denominación de origen (DO), establecida en 2001 y con sede en Amurrio, Álava. La Denominación de Origen TXAKOLI de Álava (en euskera  Jatorrizkolzena Arabako Txakolina y oficialmente  Arabako Txakolina) para el vino txakoli originario de la zona vitícola del Valle de Ayala.
La Cuadrilla de la Rioja Alavesa  es una de las tres subcomarcas en las que se divide la denominación de origen calificada (DOCa) de Rioja.

## Repostería
Es muy típico en Vitoria el goxua, se elabora con nata, bizcocho, crema pastelera y caramelo líquido.